# Rede de Haller
A Rede de Haller é um sinal clínico que surge com a gravidez e refere-se ao aumento da circulação venosa formando uma rede visível sob a pele transparente das mamas, constituindo um sinal de presunção da gravidez.